# Buzzcut Season (песня)
«Buzzcut Season» (с англ. — «Сезон коротких стрижек») — песня новозеландской певицы Лорд с дебютного студийного альбома Pure Heroine. Композиция была издана 23 сентября 2013 года лейблом Universal Music Group в качестве промосингла в поддержку альбома. Написанная Лорд в сотрудничестве с продюсером Джоэлом Литтлом, песня содержит элементы тропической музыки, а в тексте осуждается «нелепость современной жизни» в контексте постоянного наблюдения за чужими жизнями.
Трек получил положительные отзывы от музыкальных критиков — они похвалили продюсирование песни и вокал Лорд. Песня достигла пика на двадцать девятом месте в американском чарте Billboard Hot Rock Songs, а также заняла тридцать восьмую позицию в стриминговом чарте Австралии. Певица исполнила «Buzzcut Season» на некоторых телевизионных шоу, включая «Позднее шоу с Дэвидом Леттерманом».

## История создания и композиция
Песня «Buzzcut Season» была написана Эллой Йелич-О’Коннор (Лорд) и продюсером Джоэлом Литтлом. Также как и остальные песни с альбома Pure Heroine, «Buzzcut Season» была записана в период с 2012 года по 2013 год на Golden Age Studios, расположенной в пригороде Окленда в Морнингсайде, Новая Зеландия. 23 сентября 2013 года трек был издан лейблом Universal Music Group для бесплатной загрузки в iTunes.
Звучание «Buzzcut Season» черпает вдохновение в тропической музыке, в котором можно выделить «лёгкие удары перкуссии» и звуки «журчащего ксилофона». Лирика песни критикует «нелепость современной жизни», имея в виду, что общество одержимо желанием узнать о жизни других из вторых рук. Сэмми Мэйн с сайта Drowned in Sound описала песню как «душераздирающий комментарий нашего образа жизни, сильно искаженного войной», противопоставив слова «Взрывы по телевизору, / И эти девушки, погружённые в мечты» музыкальному поп-регги стилю певицы M.I.A.

## Реакция критиков
Критик журнала Billboard Джейсон Липшутз похвалил «Buzzcut Season», высказав мнение, что в песне продакшн Джоэла Литтла «посетил тропический рай», а вокал Лорд, продолжил критик, «стремится отплыть в небеса, но реальность удерживает его». Рецензент Мишель Питирис из австралийского блога Vulture сравнила звучание песни с композициями французского дуэта «Air». Майк Восс из издания Idolator назвал песню «мерцающей открыткой с улиц Окленда», но отметил, что она не может захватить слушателя так же, как «400 Lux» и «Tennis Court». Критик Габи Уайтхиллс с сайта Gigwise назвала песню меланхоличной, но похвалила её за сочетание сильной партии на пианино и «преследующего» голоса, которые, по мнению Габи, сподвигнут переслушать песню.
«Buzzcut Season» пять недель находилась в австралийском чарте, достигнув пика на тридцать восьмой позиции. В чарте американского журнала Billboard Hot Rock Songs песня заняла двадцать девятую строчку. В новозеландском чарте композиция дошла до восемнадцатого места.
3 октября 2013 года Лорд дала концерт в клубе «Warsaw» в Бруклине, где исполнила «Buzzcut Season» вместе с другими песнями с альбома Pure Heroine. 11 октября 2013 года певица спела песню в программе «Студия Q» на канале CBC. 13 ноября 2013 года Лорд выступила «Buzzcut Season» и другими песнями для продвижения альбома Pure Heroine на «Позднем шоу с Дэвидом Леттерманом».

## Список композиций
| №  | Название         | Автор(ы)                         | Продюсер(ы)           | Длительность |
| -- | ---------------- | -------------------------------- | --------------------- | ------------ |
| 1. | «Buzzcut Season» | Элла Йелич-О’Коннор, Джоэл Литтл | Литтл, Йелич-О’Коннор | 4:07         |

| №  | Название         | Автор(ы)              | Продюсер(ы)           | Длительность |
| -- | ---------------- | --------------------- | --------------------- | ------------ |
| 1. | «Buzzcut Season» | Йелич-О’Коннор, Литтл | Литтл, Йелич-О’Коннор | 4:06         |

## Чарты

### Еженедельные чарты
| Чарт (2013)                | Высшая позиция |
| -------------------------- | -------------- |
| Австралия                  | 38             |
| Новая Зеландия             | 18             |
| США (Rock Songs)           | 29             |
| Великобритания (Streaming) | 72             |

### Годовые итоговые чарты
| Чарт (2014)      | Высшая позиция |
| ---------------- | -------------- |
| США (Rock Songs) | 93             |